# ハインリヒ・ビュルゲル

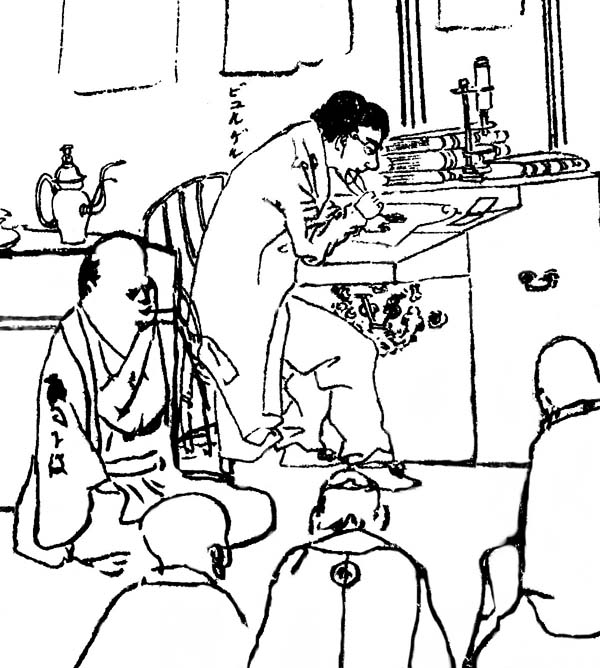
渡辺崋山の戯画に描かれたビュルゲル(1826)

ハインリヒ・ビュルゲル（Heinrich Bürger、Heinrich Burger、1804年2月29日か11月7日か1806年1月20日生まれ、- 1858年3月25日）はドイツ生まれの薬剤師、生物学者である。オランダ政府に雇われてシーボルトの助手となって日本に滞在した。シーボルトの日本の動植物に関する研究において重要な役割をはたした。
生年に関してはよく知られていない。自らは1804年生まれとしていたが、来日した年が20歳そこそこであった為か、2年ほど年齢を多く自称していたとされる。ユダヤ人でハーメルンで生まれた。父親は商人であったが1817年に破産し、1821年に没した。ゲッティンゲン大学で数学と天文学を学んだ。ドクトルと呼ばれることもあったが、学位を得た証拠はない。1824年にビュルゲルはインドネシアのバタヴィアに移住し、1825年1月14日に薬剤師の資格を得た。
1825年6月14日に長崎の出島に滞在するシーボルトの博物学の助手としてオランダ政府に雇われ、7月1日に日本に出発した。長崎では化学分析や生物研究を行い、シーボルトの助手として出島をでて往診するシーボルトと同道し、1826年のシーボルトの江戸参府にも同道した。1828年にシーボルトが帰国すると集められた日本の動植物標本はビュルゲルに託され、ビュルゲルは1829年に離日し、ジャワ経由でそれらの標本をヨーロッパに送った。これらの資料は日本の動植物に関する著作の資料となり、植物はライデン植物園など各地の植物園に移植された。
1832年か1833年にオランダ領インドネシアの自然史研究委員会に加えられ、1833年の6月から12月の間、スマトラ島の調査を行った。この間
アナイの谷を通る道の計画を立て、この道は眺望のよさで現在は観光名所になっている。この道の実現でオランダから勲章を受勲した。1833年に結婚し、1834年に再来日し長崎に滞在した。1835年7月1日、日本での職を解かれた。
1840年から1年間、ヨーロッパを旅した後、1842年からジャワに住み、1843年に公職を退いた。オランダの保険会社、鉱業会社で働いた後、砂糖会社の共同経営者を務めた。